# Daszek (architektura)
Daszek – element architektoniczny, mogący pełnić funkcje ozdobne oraz użytkowe, mocowany do ściany nad osłanianą przestrzenią zewnętrzną, np. wejściem do budynku, balkonem, tarasem, chodnikiem. Nie jest elementem dachu. Daszek osłania przed opadami atmosferycznymi oraz m.in. śniegiem i lodem odpadającymi od dachu i rynien. Konieczność stosowania daszków i ich położenie w wielu aspektach regulowane są polskimi przepisami budowlanymi.